# Enna II Derg
Enna II Derg lub Enda II Dearg („Czerwony“) – legendarny zwierzchni król Irlandii z dynastii Milezjan (linia Emera) w latach 468-463 p.n.e. Syn Duacha I Finna, zwierzchniego króla Irlandii.
Objął zwierzchnią władzę w wyniku mordu na arcykrólu oraz zabójcy ojca, Muiredachu I Bolgrachu. Nosił przydomek Derg z powodu czerwonej twarzy. Za jego panowania zaczęto używać monet w Irlandii. Są rozbieżności, co do czasu jego rządów. Enna, po pięciu lub dwunastu latach rządów, zmarł pod Sliab Mis w wyniku panującej plagi wraz z wieloma wojownikami ze swego wojska. Pozostawił po sobie syna Lugaida I Iardonna, który objął po nim zwierzchni tron Irlandii.